# زياد بن أبيه
زِيادُ بنُ أَبِيهِ (1- 53 هـ / 622- 673 م) قائد عسكري عربي مسلم، من دُهاة العرب وأعلام عهد الخلافة الراشدة، وسياسي أموي شهير. لم يُعرَف اسم أبيه ونسبه، فقيل إنه زياد بن عُبَيد الثَّقَفي، وقيل إنه ابنُ أبي سُفيان بعد أن استلحقَه معاوية بن أبي سفيان بنسب أبيه. أسهم زياد في تثبيت الدولة الأموية.

## سيرته
ولد في السنة الهجرية الأولى، في الطائف، أمُّه سُمَيَّة كانت جاريةً عند الحارث بن كلدة الثقفي الطبيب الشهير.
اعتمد على نفسه في تكوين شخصيته، وأصبح من خطباء العرب المعدودين. قصَّ زياد مرَّة خبر إحدى معارك المسلمين فأُعجب به الناس، فقال أبو سفيان لعليِّ بن أبي طالب: أيعجبك ما سمعتَ من هذا الفتى؟ فقال علي: نعم، قال أبو سفيان: أما إنه ابنُ عمِّك، قال: وكيف ذلك؟ قال أبو سفيان: أنا قذفته في رَحِم أمِّه سُمَيَّة. قال عليٌّ: وما يمنَعُك أن تدَّعِيَه؟ فقال: أخشى الجالسَ على المِنبَر، وكان الجالس هو عمر بن الخطَّاب.
عمل زياد كاتبًا لأبي موسى الأشعري، ونبغ في عهد الخليفة الراشد عمر بن الخطاب، وقيل فيه: كان يمكن أن يسوقَ الناسَ لولا نسبُه المجهول، فقيل: إن أبا سفيان بن حرب أقرَّ ببنُوَّته، وقال لأحد الطاعنين فيه: «ويحَكَ، أنا أبوه».

## في نصرة معاوية
في عهد الخليفة الراشد علي بن أبي طالب تولَّى زياد ولايةَ فارس وكرمان، فلمَّا تنازل الحسن لمعاويةَ عن الخلافة، بعث معاوية يطالبه بخَراج فارس، فكتب إليه: «صرَفتُ بعضَه في وجه، واستودَعتُ بعضَه للحاجة إليه، وحمَلتُ ما فضَلَ إلى أمير المؤمنين عليٍّ رحمه الله». فكتب إليه معاوية بالقدوم إليه لينظرَ في ذلك فامتنع زياد. فلمَّا ولَّى معاويةُ بُسْر بن أبي أرطاة على البصرة أمره باستقدام زياد، فجمع بُسْر أولاد زياد في البصرة وحبسَهم، وهم عبد الرحمن، وعبد الله، وعبَّاد. وكتب إلى زياد قائلا: «لتقدَمَنَّ أو لأقتُلنَّ بَنيك». فامتنع زياد واعتزم بُسر على قتلهم. فسار أبو بَكْرة (وهو أخو زياد لأمِّه) إلى معاوية، فلمَّا قَدِمَ عليه قال: «إن الناس لم يُبايعوك على قتل الأطفال، وإن بُسْرًا يريد قتلَ بني زياد». فأمر معاوية بُسرًا بالإفراج عنهم، فأطلق سَراحهم. وخاف معاوية منه فلجأ إلى الحِيلة، وذكر ما كان من أمر أبيه يومًا، ومقالته في زياد من أنه ابنُه، فأرسل إليه أنه سيُقرُّ نسبه إلى أبيه، ويصبح اسمه زياد بن أبي سفيان، فوافق زياد، فصالحه واستقدمه إلى الشام، وألحَقَه بنسب أبيه أبي سفيان، وكان ذلك سنة 44 هـ.
ولم يعجب هذا العمل السياسي خصومَ معاوية، فتمسَّكوا بتسمية زياد بن أبيه، وهاجموا معاوية شعرًا، ومن أشهر ما هوجم به مقالة يزيد بن المفرِّغ الحِمْيَري:

## ولايته للبصرة
في سنة 45 هـ ولَّاه معاويةُ البصرة وخُراسان وسِجِسْتان، فقدِمَ البصرة آخر شهر ربيع الأول، والفِسقُ ظاهر فاشٍ فيها، فخطَبَهُم خُطبته الشَّهيرة بالبَتْراء، وإنما قيل لها ذلك لأنه لم يَحْمَدِ الله فيها، وهي:
| زياد بن أبيه           | أمَّا بعدُ، فإن الجهالة الجَهْلاء، والضَّلالة العَـْمياء، والغَيَّ المُوفي بأهله على النار، ما فيه سُفهاؤكم، ويشتمل عليه حُلماؤكم، من الأمور التي يشِبُّ فيها الصغير، ولا يتحاشى عنها الكبير! كأنكم لم تقرؤوا كتابَ الله، ولم تسمعوا ما أعدَّ من الثَّوابِ الكريم لأهل طاعته، والعذابِ الأليم لأهل معصيته! قرَّبتم القَرابةَ وبعَّدتم الدِّين، كلُّ امرئٍ منكم يذُبُّ عن سَفيهِه صُنعَ من لا يخافُ عاقبةً ولا يرجو مَعادًا! ما أنتم بالحُلَماء، وقد اتَّبعتُم السُّفهاء! حَرام عليَّ الطعامُ والشَّراب، حتى أُسوِّيَها بالأرض هَدمًا وإحراقًا.... إني رأيتُ آخرَ هذا الأمر لا يصلُح إلا بما صَلَحَ به أوَّله، لينٌ في غير ضعف، وشدَّة في غير عُنف. وإني أقسمُ بالله لآخُذَنَّ الوليَّ بالمَولى، والمُقيمَ بالظَّاعن، والمُقبلَ بالمُدبر، والمُطيعَ بالعاصي، والصَّحيحَ بالسَّقيم، حتى يلقَى الرجلُ منكم أخاه فيقول: "انجُ سعد، فقد هلكَ سعيد" أو تستقيمَ قناتكم. وإيَّاي ودَلَجُ الليل، فإني لا أُوتَى بمُدْلِج إلا سفَكتُ دمَه، وإيَّاي ودَعوى الجاهلية، فإني لا أجدُ داعيًا بها إلا قطَعتُ لسانه. ولقد أحدثتُم أحداثًا لم تكن، ولقد أحدَثنا لكلِّ ذَنْبٍ عقوبة، فمَن غرَّق قومًا غرَّقناه، ومن أحرق قومًا أحرقناه، ومن نقَبَ بيتًا نقَبْنا عن قلبه، ومن نبشَ قبرًا دفنَّاه فيه حيًّا. وايمُ اللهِ إنَّ لي فيكم لصَرعَى كثيرة، فليَحْذَر كلٌّ منكم أن يكونَ من صَرْعاي. | زياد بن أبيه |
| — من خطبة زياد البتراء | |              |

استعان زياد في تدبير شؤون المدينة بكبار الرجال مثل أنس بن مالك، وعبد الرحمن بن سَمُرة، وسَمُرة بن جُندُب، واستعمل على شرطة البصرة عبد الله بن الحصين وأمره ان يمنعَ دخول المدينة ليلًا. واستكثر من الشرطة والجُند حتى بلغ عددهم أربعة آلاف شرطي وثمانين ألف جندي في البصرة، فسادَ الأمن فيها وهدأت الأحوال، وزادت عِمارتها وكثُرت خيراتها، وتهافت الناس إليها من كل جانب. وولَّى قضاء البصرة عِمران بن حُصَين فاستقال، فولَّى مكانه عبد الله بن فضالة، ثم أخاه عاصمًا، ثم زرارة بن أوفى.

## ولايته للكوفة
في السنة 46 للهجرة وليَ زياد الكوفة بضعة أشهر، ثم في سنة 50 هـ مات المغيرة بن شعبة أمير الكوفة فأُلحِقَت ولايتُها بالبصرة، فجُمعت الكوفة والبصرة إلى زياد، فكان يقيم ستة أشهر في الكوفة، وستة أشهر في البصرة. وأقام سَمُرة بن جُندُب على البصرة، ثم ضمَّ إلى زياد خُراسان وسِجِسْتان، ثم جمع له البحرين وعُمان. فثبَّت زياد دعائم الملك لمعاوية.

## وفاته
توفي زياد بن أبيه في الكوفة، سنه 53 هـ / 673 م. 